# Hans Wallenstam
Hans Lennart Wallenstam, född 11 september 1961, är en svensk affärsman.
Hans Wallenstam är son till Lennart Wallenstam. Han utbildade sig till civilekonom och är huvudägare i och verkställande direktör för Wallenstam AB sedan 1991. Han var anställd i Wallenstam-koncernen som finansdirektör 1986–1989 och som chef för dotterbolaget i Göteborg 1989–1991.